# Zalando
Zalando SE是德国一家时尚电子商务互联网公司。它的在线销售的产品以鞋，时尚服装为主。该公司在2008年由火箭网（Rocket Internet）创立于德国，总部设在柏林。从2008年起，Zalando的在线零售业务逐渐扩展到十四个欧洲国家。目前，Zalando的商业运营活跃在德国，奥地利，瑞士，法国，比利时，荷兰，意大利，西班牙，波兰，瑞典，丹麦，芬兰，挪威和英国。至2015年，Zalando在德国本土有超过8000名员工，其中柏林地区有超过1500名员工，其经营区域超过15个国家和地区。

## 发展历史

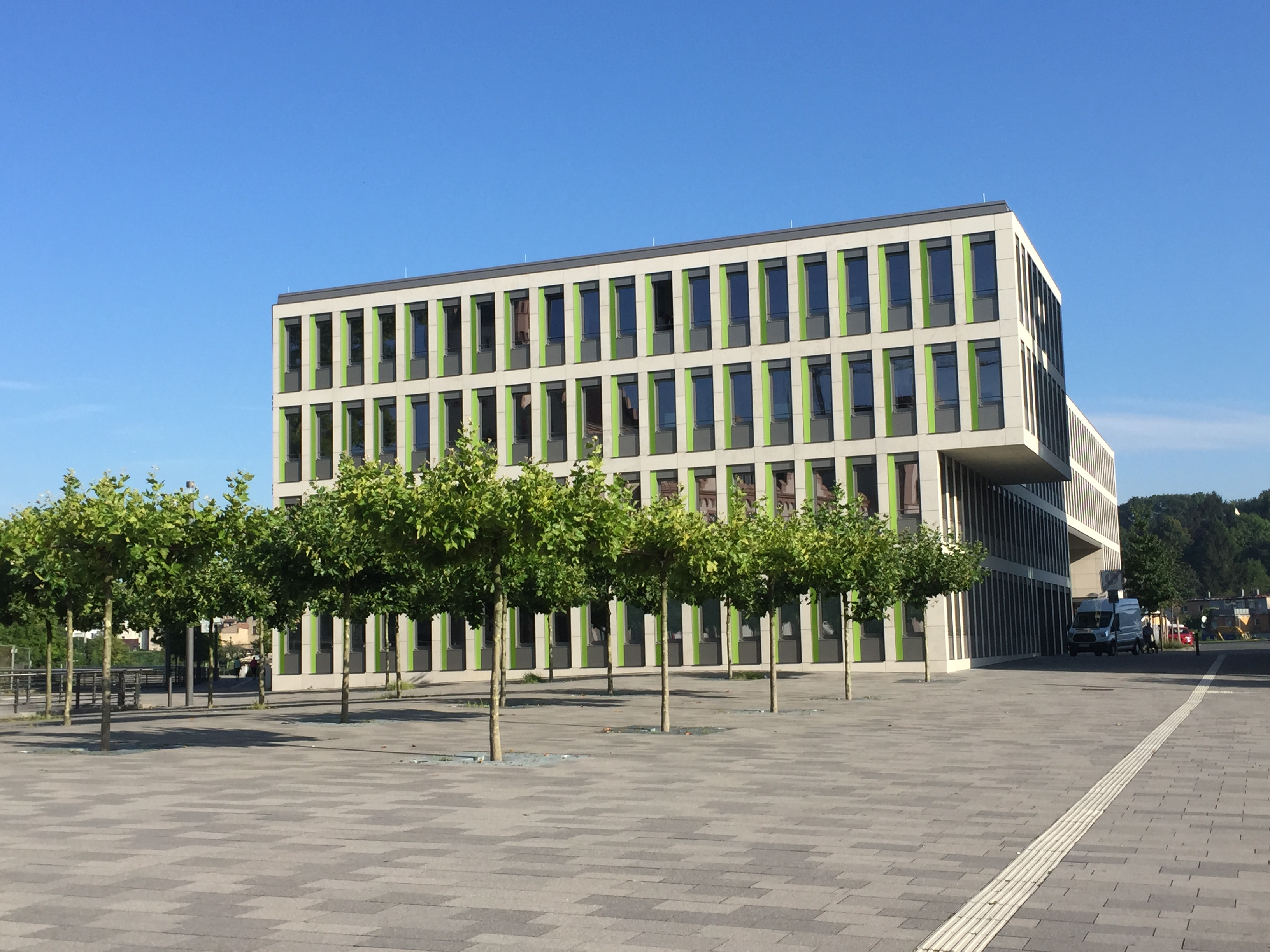
Zalando IT Center (Dock 1), Phoenix-See, Dortmund

Zalando是由罗伯特·根茨和大卫·施耐德于2008年创建的，最初的名字叫做Ifansho 。Zalando的成立主要受美国的在线零售商Zappos.com的启发。一开始，Zalando专门销售鞋类产品，但后来公司的零售业务逐渐发展，并涵盖了时尚、生活、体育等领域。
2009年，Zalando首次在德国之外的国家开展经营活动，并开始提供到奥地利送货服务。2010年，Zalando的零售服务拓展到荷兰和法国。2011年，它在英国，意大利和瑞士发布了本土化的网站。2012年，其网站在瑞典，丹麦，芬兰，挪威，比利时，西班牙和波兰推出了本土化的网站和零售业务。
2014年10月，Zalando在德国法兰克福证券交易所上市。2015年四月，Zalando在爱尔兰都柏林成立了研发分部，同年6月，将在荷兰阿姆斯特丹成立另一个研发分部。2015年6月22日，Zalando被列入了MDAX。2015年，Zalando开始与Topshop的合作，并开始了自己的实体店销售的商品。其设计的由卡拉·迪瓦伊主演的广告，在德国，瑞士和法国播出。
2015年6月，柏林的时装贸易博览会“Bread & Butter”被Zalando收购。此举意味着Zalando将要为全球更广阔的用户群打造一个“时尚盛典”。

## 在英国的表现
Zalando在2011年推出英国本土化的域名，zalando.co.uk，为英国的客户提供零售服务。其物流送货服务由YODEL运营。同年，Zalando推出的英语电视广告，并使用了德语广告中的“德式幽默”。在广告中，一个丈夫抱怨妻子买鞋上瘾，并警告其他男人千万不要向女人提到Zalando。
在2015年，Zalando以一个七位数的价格收购了20％的股份切尔滕纳姆的软件公司Anatwine。Anatwine软件可以帮助在线时装零售商和品牌整合他们的流程，系统和库存。通过这项收购，Zalando可以使已有的和未来的服装品牌客户使用Anatwine的技术，在Zalando的网站上出售他们的商品。Anatwine则希望通过Zalando快速扩大其运营的品牌范围。

## 财务状况
在过去四年中Zalando发展极为迅速。2010年，根据不同的消息来源，Zalando的营收在1.01亿至1.59亿欧元之间。 2011年上半年的营收超过2亿欧元。 2012年，公司有营收11.5亿欧元。2013年达到18亿欧元。Zalando在2014年公布的营收为22.14亿欧元。

## 负面观点
2012年7月，德国电视频道ZDF广播报道了Zalando在柏林附近的一个供应商经营的包装和配送中心。 该报告指出，一些工作人员，经常需要往返于超过200公里的波兰，不允许他们在其工作中坐下来。

## 请参看
- 电子商务
- 网络购物